# Tabanović, Šabac
Tabanović (izvirno srbsko Табановић) je naselje v Srbiji, ki upravno spada pod Mesto Šabac; slednja pa je del Mačvanskega upravnega okraja.

## Demografija
V naselju živi 1151 polnoletnih prebivalcev, pri čemer je njihova povprečna starost 40,3 let (39,3 pri moških in 41,2 pri ženskah). Naselje ima 436 gospodinjstev, pri čemer je povprečno število članov na gospodinjstvo 3,26.
To naselje je, glede na rezultate popisa iz leta 2002, večinoma srbsko, a v času zadnjih 3 popisov je opazen porast števila prebivalcev.
|  |

| Demografija | Demografija     | Demografija     |
| Leto        | Št. prebivalcev | Št. prebivalcev |
| ----------- | --------------- | --------------- |
|             |                 |                 |
|             |                 |                 |
|             |                 |                 |
|             |                 |                 |
| 1948        | 1360            |                 |
| 1953        | 1367            |                 |
| 1961        | 1400            |                 |
| 1971        | 1253            |                 |
| 1981        | 1286            |                 |
| 1991        | 1412            | 1344            |
| 2002        | 1525            | 1420            |
|             |                 |                 |

| Etnična sestava po popisu iz leta 2002 | Etnična sestava po popisu iz leta 2002 | Etnična sestava po popisu iz leta 2002 | Etnična sestava po popisu iz leta 2002 | Etnična sestava po popisu iz leta 2002 |
| -------------------------------------- | -------------------------------------- | -------------------------------------- | -------------------------------------- | -------------------------------------- |
| Srbi                                   | Srbi                                   |                                        | 1.361                                  | 95,84%                                 |
| Romi                                   | Romi                                   |                                        | 27                                     | 1,90%                                  |
| Makedonci                              | Makedonci                              |                                        | 2                                      | 0,14%                                  |
| Črnogorci                              | Črnogorci                              |                                        | 1                                      | 0,07%                                  |
| Hrvati                                 | Hrvati                                 |                                        | 1                                      | 0,07%                                  |
| Jugoslovani                            | Jugoslovani                            |                                        | 1                                      | 0,07%                                  |
| Neznano                                | Neznano                                |                                        | 5                                      | 0,35%                                  |